# 貝塔尼亞 (巴拿馬區)
貝塔尼亞（西班牙語：Bethania），是巴拿馬的城鎮，位於該國中東部，由巴拿馬省的巴拿馬區負責管轄，面積8.6平方公里，2010年人口46,116，人口密度每平方公里5,362人。